# Rezeptor (Virologie)

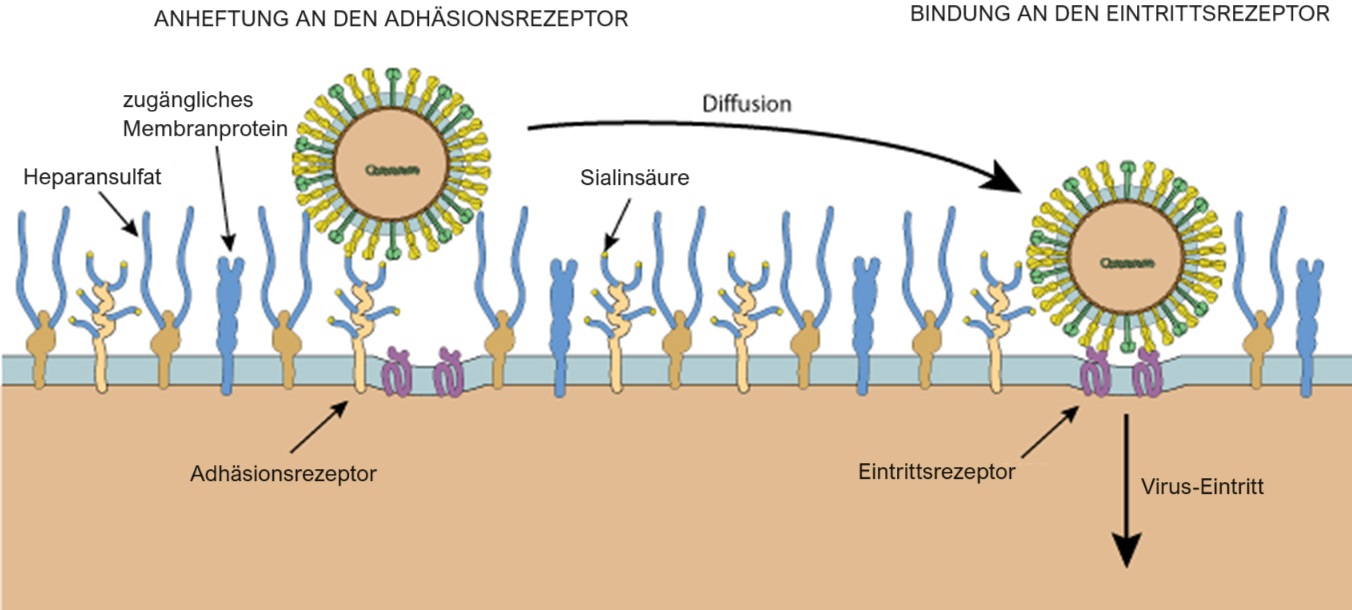
Schemazeichnung: Anheftung eines Viruspartikels an den Adhäsionsrezeptor des Wirts und Eintritt des Virus über den Eintrittsrezeptor

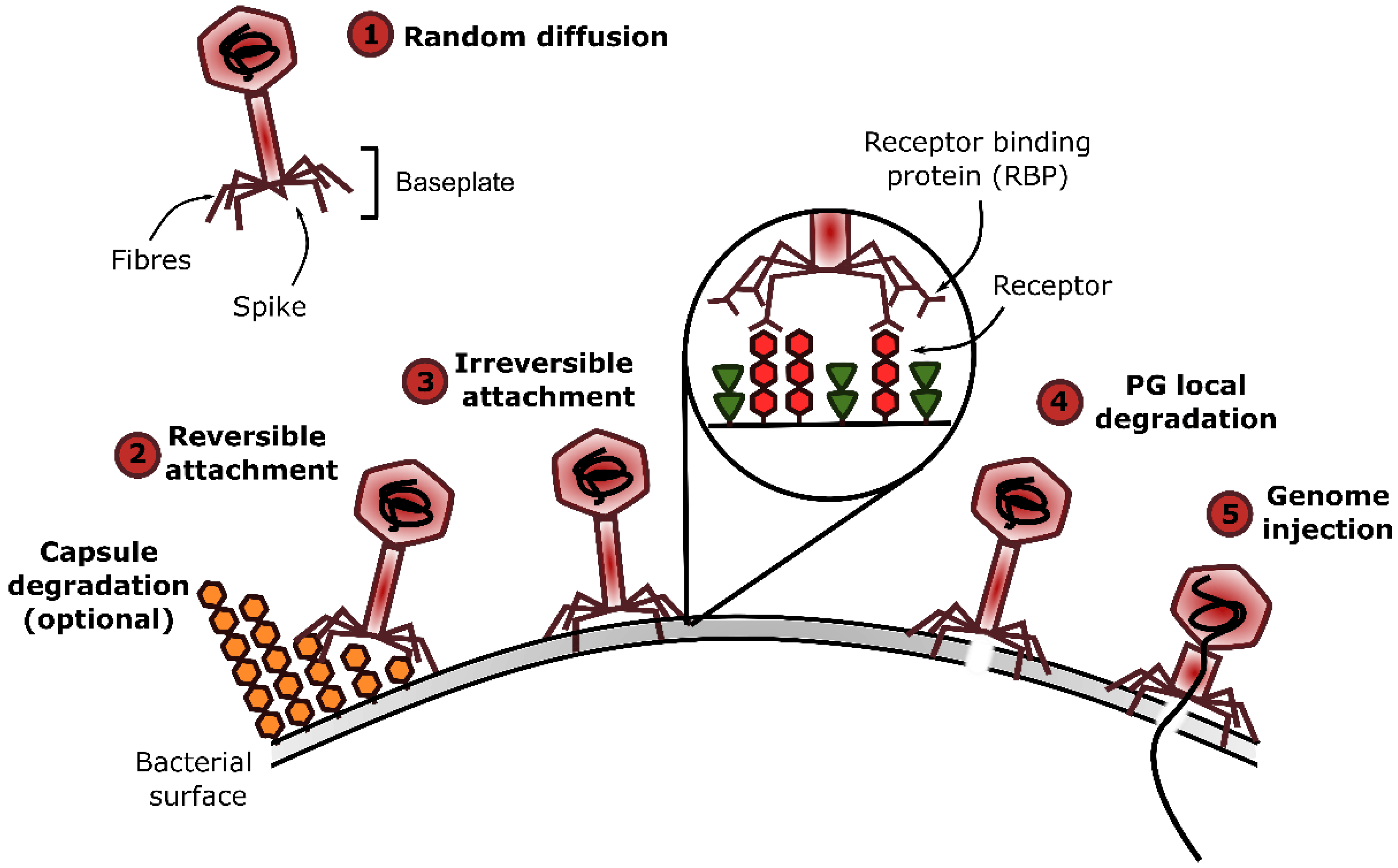
Schemazeichnung: Adsorption und Genom-Injektion am Beispiel eines Vertreters der Klasse Caudoviricetes vom Morphotyp der Myoviren mit Gram-positivem Bakterien-Wirt.

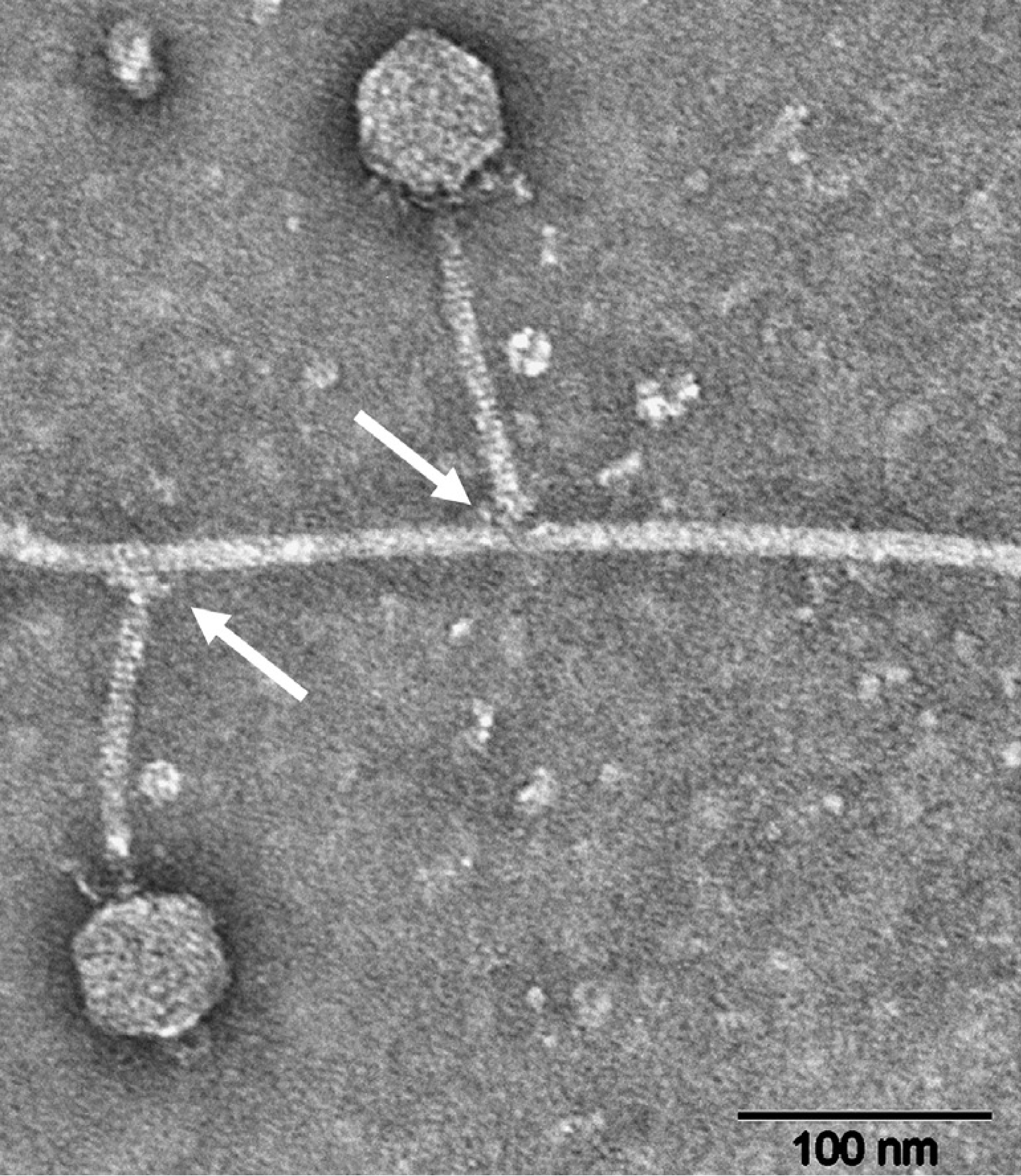
TEM-Aufnahme von Methanoculleus-Virus Blf4 (Spezies Flagovirus limi, Pungoviridae). Zwei Virionen sind an ein Zellanhängsel – vermutlich ein Flagellum – der Wirtszelle befestigt (Pfeile). Balken: 100 nm.

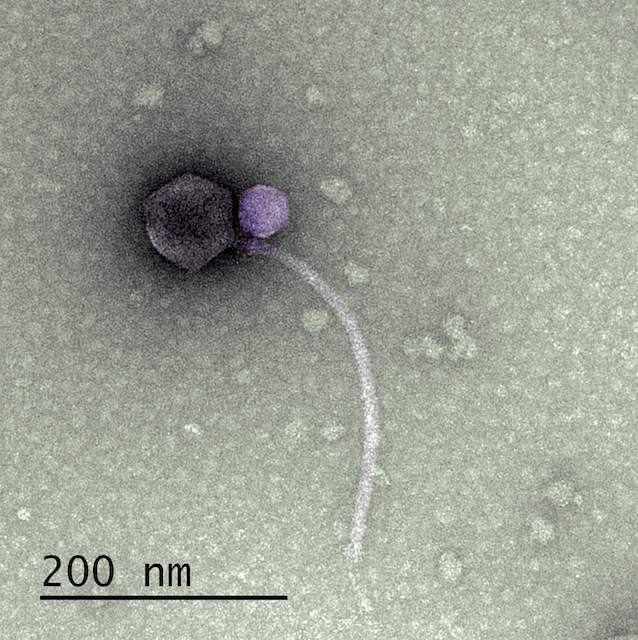
Sonderfall: Der Satellitenphage MiniFlayer hat sich am „Hals“ seines Helfervirus, dem „Streptomyces-Phagen MindFlayer“ (Gattung Karimacvirus, Familie Stanwilliamsviridae) angeheftet.

Ein Rezeptor ist in der Virologie ein Molekül an der Oberfläche einer Wirtszelle (Membranrezeptor), das es Viruspartikeln (Virionen) ermöglicht, an diese anzudocken (Adhäsionsrezeptor, englisch adhesion receptor) und in sie einzudringen (Eintrittsrezeptor, engl. entry receptor). 
Einige Viren sind in der Lage, je nach Zielzelltyp unterschiedliche Rezeptoren zu nutzen. Bei prokaryotischen Viren kann der Zellrezeptor für den Viruseintritt nicht nur auf der äußeren Wirtsmembran, sondern auch auf dem Pilus, den Zilien oder dem Flagellum (der Geißel) lokalisiert sein (im letzteren Fall nennt man die Viren auch flagellotrop).
Gelegentlich werden dann auch diese größeren Oberflächenstrukturen selbst als Adhäsionsrezeptoren bezeichnet.

## Adhäsionsrezeptoren
Adhäsionsrezeptoren binden die Viruspartikel auf reversible Weise an die Wirtszellen oder -organe.
Diese Adhäsion (Anheftung, Andocken) ist für den Eintritt des Virus (Infektion) nicht zwingend erforderlich und löst umgekehrt auch allein keine Infektion aus.
Dennoch erhöht sie die Infektiosität erheblich, indem sie die Virionen in der Nähe der Eintrittsrezeptoren konzentriert oder sie zu einem Organ bringt, in dem sich seine Zielzellen befinden.

## Eintrittsrezeptoren
Eintrittsrezeptoren lösen den Eintritt des Virus (die Infektion) beispielsweise durch Endozytose, durch Pinozytose oder durch Herbeiführung einer Fusion (analog einer Zellfusion) bzw. Penetration aus.
Die Folgen dieser Bindung sind irreversibel.
Sie werden oft auch als Co-Rezeptoren bezeichnet.
Da die Eintrittsrezeptoren für das Virion oft schwer zugänglich sind, wird dieses Problem oft durch vorherige Bindung an einen Adhäsionsrezeptor umgangen, was die Wahrscheinlichkeit einer nachfolgenden Bindung an den Eintrittsrezeptor erhöht.

## Beispiele für virale Rezeptoren
- CD4-Rezeptor, Andockstelle für das Immunschwächevirus HIV
- Enzym ACE2, Andockstelle für das Coronavirus SARS-CoV-2
- BLV-Rezeptor für das Bovine Leukämie-Virus (BLV)